# Dans le ventre du Dalek
Dans le ventre du Dalek (Into the Dalek) est le deuxième épisode de la huitième saison de la deuxième série de Doctor Who, diffusé sur BBC One le 30 août 2014. Cet épisode marque la première rencontre du douzième Docteur, avec son éternel ennemi, les Daleks. Au cours de cet épisode apparaît également pour la première fois Danny Pink.

## Accroche
Une flotte de Daleks entoure un vaisseau rebelle solitaire et seul le Docteur peut les aider maintenant. Alors que le Docteur fait face à son plus grand ennemi, il a besoin de Clara à ses côtés. Confronté à une décision qui pourrait changer les Daleks à jamais, il est forcé d’examiner sa conscience. Va-t-il trouver réponse à sa question : suis-je un homme bon ?

## Distribution
- Peter Capaldi : Douzième Docteur
- Jenna Coleman : Clara Oswald
- Zawe Ashton : Journey Blue
- Michael Smiley : Colonel Morgan Blue
- Samuel Anderson : Danny Pink
- Laura dos Santos : Gretchen
- Ben Crompton : Ross
- Bradley Ford : Fleming
- Michelle Morris : Secrétaire de l'école

- Nigel Betts – M. Armitage
- Ellis George : Courtney
- Barnaby Edwards : Dalek
- Nicholas Briggs : Voix des Daleks
- Michelle Gomez : Missy (non créditée)

### Version française
- Version française - Dubbing Brothers
- Adaptation - Olivier Lips & Rodolph Freytt
- Direction artistique - David Macaluso
- Chargée de production - Jennifer Harvey
- Mixage - Marc Lacroix

Avec les voix de
- Simon Duprez - Ross
- Eddy Matthieu - Monsieur Armitage
- Esther Aflalo - Courtney
- Marielle Ostrowski - Clara
- Carole Trévoux - Fleming
- Frédéric Nyssen - Danny
- Ludivine Deworst - Gretchen
- Pierre Bodson - Morgan
- Jacqueline Ghaye - Missy
- Philippe Résimont - le Docteur

## Résumé
Le Docteur sauve Journey Blue, une combattante rebelle, en l’extrayant de sa navette spatiale qui subit une attaque des Daleks, mais ne peut sauver son frère, qui a déjà péri. Il la ramène à la station spatiale rebelle, baptisée ‘Aristote’. Il y est accueilli par l’oncle de Journey, le colonel Morgan Blue, qui remercie le Docteur pour avoir sauvé sa nièce, mais déclare qu’il doit être abattu de peur qu’il ne soit un espion Dalek. Mais Journey déclare que, puisqu’il est un ‘docteur’, le Docteur peut aider leur patient ; celui-ci s’avère être un Dalek endommagé par la guerre, récupéré par les rebelles, et qui est devenu bon.
À la Coal Hill School, le nouveau professeur de mathématiques Danny Pink, un ancien combattant de la guerre en Afghanistan, est interrogé par un de ses élèves qui lui demande s’il a déjà tué un civil. Une larme coule sur sa joue, avant que la classe ne finisse. Dans la salle des professeurs, Danny est présenté à Clara Oswald, qui l’invite à un pot de départ pour un de leurs collègues. Se sentant mal à l’aise en raison de leur évidente attraction mutuelle, Danny refuse, mais lorsque Clara le trouve dans sa salle de classe se mortifiant pour sa réaction, elle l’invite pour un verre. Il accepte, et elle retourne à son bureau, où elle se retrouve nez à nez avec le Docteur, qu’elle n’a pas vu depuis trois semaines depuis il l’a abandonnée à Glasgow (peu après la fin de En apnée). Il lui dit qu’il a besoin de son aide, mais en route pour la station Aristote, le Docteur lui demande si elle pense qu'il est un homme bon. Clara répond qu’elle ne sait pas.
Ils retournent à la station spatiale des rebelles. Le colonel Blue présente son plan qui consiste à miniaturiser le Docteur, Clara, Journey et deux soldats rebelles, Ross et Gretchen, afin qu’ils puissent entrer dans le Dalek endommagé (que le Docteur surnomme Rusty) pour voir s’ils peuvent déterminer ce qui le rend bon. Entrant par son œil unique, ils commencent à explorer la partie supérieure du Dalek. Ross tire un grappin dans le sol, et le Dalek libère des anticorps, aux mêmes fonctions que ceux d’un corps humain, qui l’incinèrent. Le Docteur, Clara, Journey et Gretchen fuient vers le centre des déchets de Rusty, zone au sujet de laquelle le Docteur a fait l’hypothèse qui s’avère correcte qu’elle sera moins surveillée. De là, ils se dirigent vers une zone de radiations élevées, où le Docteur découvre une fissure importante, qui selon lui est la cause principale du mauvais fonctionnement du Dalek. Il utilise le tournevis sonique pour réparer la fissure, remettant Rusty en bon état de marche. Malheureusement, cela fait en sorte qu’il revient au mode de pensée classique des Daleks, perdant le bien en lui.
Le colonel Blue et ses hommes sont impuissants lorsque le Dalek brise ses chaines et commence à exterminer les rebelles, déterminé à contribuer à la cause Dalek. Il contacte le vaisseau principal Dalek, qui envoie davantage de Daleks avec l’objectif de détruire la station rebelle. À l’intérieur de Rusty, Clara convainc le Docteur d’essayer de réveiller le bon côté du Dalek, et ils se séparent, avec Clara et Journey allant vers la zone des souvenirs, à présent inhibés par les systèmes de contrôle du Dalek, et le Docteur se dirigeant vers le mutant Dalek, la créature vivante dans la coque. Gretchen se sacrifie pour installer un autre grappin afin de permettre à Clara et Journey d’atteindre les mémoires de Rusty, et est détruite par les anticorps. De même que l’androïde au demi-visage dans l’épisode précédent, elle se réveille après sa mort au ‘Paradis’, où elle est accueillie par la même femme mystérieuse, appelée Missy.
Clara parvient à réveiller dans la mémoire de Rusty son souvenir d’avoir vu la naissance d’une étoile, tandis que le Docteur arrive dans sa conscience, lui rappelant les destructions que les Daleks ont causées. Cependant, Rusty adhère au sens de haine du Docteur envers sa race, et commence à exterminer les autres Daleks qui arrivent pour détruire la station rebelle. Le Docteur est bouleversé qu’un Dalek puisse voir ce qu’il y a de sombre en lui. Quittant l’intérieur du Dalek, le Docteur fait ses adieux à Rusty, qui fait vœu de continuer sa mission de détruire les Daleks. Le Docteur et Clara s’apprêtent à partir, mais Journey demande au Docteur de venir avec eux ; le Docteur refuse, lui disant que, bien qu’elle ait un cœur bon, il préférerait qu’elle n’ait pas été un soldat.
Le Docteur ramène Clara à son bureau, quelques instants après qu’elle ne soit partie, et elle lui dit que, bien qu’elle ne soit pas sûre de savoir s’il est un homme bon, elle sait que ses intentions sont bienveillantes. En partant, elle tombe sur Danny, qui lui dit qu’il est content que le fait qu’il soit un ancien soldat ne l’ait pas rebutée. Se souvenant de l’attitude du Docteur envers Journey, Clara dit à Danny qu’elle n’a pas de préjugés.

## Continuité
- Clara n'a pas vu le Docteur depuis qu'il lui a proposé de prendre un café à la fin de « En apnée ». Celui-ci tient des cafés à la main au début de l'épisode.
- Clara continue de travailler au collège de Coal Hill School, tel que cela était expliqué dans « Le Jour du Docteur ».
- Le Docteur dit à Rusty que son nom n'était qu'un surnom jusqu'à ce qu'il découvre les Daleks sur Skaro, ce qui fait référence à The Daleks.
- Lorsque Rusty réactive ses souvenirs, on voit en arrière-plan des séquences de certains épisodes comme Adieu Rose ou la Terre volée.
- C'est la seconde fois qu'un Dalek dit au Docteur qu'il pourrait être un bon Dalek (a good Dalek), après Dalek, un autre épisode qui montrait un Dalek développer une conscience de manière accidentelle.

## Fuite avant diffusion
Le script complet de cet épisode et de quelques autres de la saison 8 a été mis en ligne début juillet 2014 à la suite d'une erreur de la filiale BBC Miami. Celle-ci avait mis les fichiers sur un serveur accessible de l'extérieur, où les fichiers pouvaient être indexés par les moteurs de recherche. Quelques jours plus tard, une vidéo de travail en noir et blanc de l'épisode complet provenant de la même source a été mise en ligne. Cette version présente une différence majeure avec la version finale : à la fin de l'épisode, Rusty s'y auto-détruit pour faire exploser le vaisseau Dalek.

## Diffusion
En France, l'épisode diffusé le 27 mars 2015 à 20 h 35 sur France 4 a été suivi par 286 000 téléspectateurs soit 1,1 % de parts de marché.